# Prix du jury œcuménique de la Berlinale
Pour les articles homonymes, voir Prix du jury œcuménique.
Le Prix du jury œcuménique est une récompense cinématographique décernée par un jury indépendant lors du festival de Berlin depuis 1992 et attribuée à un long métrage de la compétition officielle.
Le jury est composé de chrétiens engagés dans le monde du cinéma (journalistes, réalisateurs, enseignants). Ce jury est mis en place chaque année par les associations internationales Signis et Interfilm.

## Palmarès

### Années 1990
1992
- Compétition : Infinitas (Бесконечность) de Marlen Khoutsiev
- Forum : L'Annonce faite à Marie d'Alain Cuny
- Mention spéciale :
  - Conte d'hiver d'Éric Rohmer
  - Chère Emma d'István Szabó

1993
- Compétition : Le Jeune Werther de Jacques Doillon
- Forum : Valsi Pechoraze de Lana Gogoberidze
- Mention spéciale :
  - Compétition : Les Femmes du lac des âmes parfumées de Xie Fei
  - Forum : 
    - The Bed You Sleep In de Jon Jost
    - La Petite Amie d'Antonio de Manuel Poirier

1994
- Compétition : Ladybird (Ladybird, Ladybird) de Ken Loach
- Forum La Stratégie de l'escargot de Sergio Cabrera

1995
- Compétition : Neige d'été (女人四十, Nu ren si shi) d'Ann Hui
- Forum : 
  - Une symphonie russe de Konstantine Lopouchanski
  - Moving the Mountain de Michael Apted

1996
- Compétition : La Dernière Marche (Dead Man Walking) de Tim Robbins
- Forum : En avoir (ou pas) de Lætitia Masson
- Mention spéciale :
  - Compétition : Ri guang xia gu de He Ping
  - Forum : Devils Don't Dream! d'Andreas Hoessli

1997
- Leneged Enayim Maaraviot de Joseph Pitchhadze

1998
- Central do Brasil de Walter Salles

1999
- Ça commence aujourd'hui de Bertrand Tavernier

### Années 2000
2000
- The Road Home (我的父亲母亲, Wǒ de fùqin mǔqin) de Zhang Yimou

2001
- Italian for Beginners (Italiensk For Begyndere) de Lone Scherfig

2002
- Bloody Sunday de Paul Greengrass

2003
- In This World de Michael Winterbottom

2004
- Just a Kiss (Ae Fond Kiss) de Ken Loach

2005
- Compétition : Sophie Scholl : Les Derniers Jours (Sophie Scholl - Die letzten Tage) de Marc Rothemund
- Panorama : Va, vis et deviens de Radu Mihaileanu

2006
- Sarajevo, mon amour (Grbavica) de Jasmila Žbanić

2007
- Compétition : Le Mariage de Tuya (图雅的婚事, Túyǎ de hūnshì) de Wang Quan'an
- Forum : Chrigu : Chronique d'une vie é de Christian Ziörjen et Jan Gassmann

2008
- Compétition : Il y a longtemps que je t'aime de Philippe Claudel
- Panorama : Boy A de John Crowley

2009
- Compétition : Le Petit Soldat (Lille Soldat) d'Annette K. Olesen
- Panorama : Welcome de Philippe Lioret

### Années 2010
2010
- Compétition : Miel (Bal) de Semih Kaplanoğlu
- Forum : Aisheen de Nicolas Wadimoff

2011
- Une séparation (جدایی نادر از سیمین, Jodāei-ye Nāder az Simin) d'Asghar Farhadi

2012
- César doit mourir (Cesare deve morire) de Paolo et Vittorio Taviani

2013
- Compétition : Gloria de Sebastián Lelio
  - Mention spéciale : La Femme du ferrailleur ( Epizoda u životu berača željeza) de Danis Tanović
- Panorama : The Act of Killing de Joshua Oppenheimer
  - Mention spéciale : Inch'Allah de Anaïs Barbeau-Lavalette
- Forum : Circles (Krugovi) de Srdan Golubović
  - Mention spéciale : Roots (Senzo ni naru) de Kaoru Ikeya

2014
- Compétition : Chemin de croix (Kreuzweg) de Dietrich Brüggemann
  - Mention : 71 de Yann Demange
- Panorama : Calvary de John Michael McDonagh
  - Mention : Triptyque de Robert Lepage et Pedro Pires
- Forum : Sto spiti (At Home) de Athnasios Karanikolas

2015
- Compétition : Le Bouton de nacre de Patricio Guzmán

2016
- Compétition : Fuocoammare de Gianfranco Rosi
- Panorama: Les Premiers, les Derniers de Bouli Lanners
- Forum: 
  - Barakah Meets Barakah de Mahmoud Sabbagh
  - Les Sauteurs de Abou Bakar Sidibé, Estephan Wagner et Moritz Sieber

2017
- Compétition : Corps et Âme de Ildikó Enyedi
  - Mention spéciale : Une femme fantastique de Sebastián Lelio
- Panorama : Enquête au Paradis de Merzak Allouache
  - Mention spéciale : I Am Not Your Negro de Raoul Peck
- Forum : Mama Colonel de Dieudo Hamadi
  - Mention spéciale : El mar la mar de Joshua Bonnetta et J.P. Sniadecki

2018
- Compétition : Une valse dans les allées de Thomas Stuber
- Panorama : Styx de Wolfgang Fischer
- Forum : Teatro de guerra de Lola Arias

2019
- Compétition : Dieu existe, son nom est Petrunya (Gospod postoi, imeto i' e Petrunija) de Teona Strugar Mitevska
- Panorama : Freedom de Rodd Rathjen
  - Mention spéciale : Midnight Traveler de Hassan Fazili et Emelie Mahdavian
- Forum : Erde de Nikolaus Geyrhalter

### Années 2020
2020
- Compétition : Le diable n'existe pas de Mohammad Rasoulof
- Forum : Professeur Yamamoto part à la retraite de Kazuhiro Soda (en)
- Panorama : Otac de Srdan Golubović

2022
- Compétition : Un an, une nuit d'Isaki Lacuesta
- Forum : Geographies of Solitude de Jacquelyn Mills
- Panorama : Klondike de Maryna Er Gorbach

2023
- Compétition : Tótem de Lila Avilés
- Forum : Là où Dieu n'est pas de Mehran Tamadon
- Panorama : 
  - Sages-femmes de Léa Fehner
  - Adversaire de Milad Alami

2024
- Compétition : Mon gâteau préféré de Maryam Moqadam et Behtash Sanaeeha
- Forum : Maria's Silence de Davis Simanis Jr.
- Panorama : Sex de Dag Johan Haugerud

2025
- Compétition : O Último Azul de Gabriel Mascaro
- Forum : Holding Liat de Brandon Kramer
- Panorama : The Heart Is a Muscle d'Imran Hamdulay